# Дельта Чаши
Дельта Чаши (δ Crt, δ Crateris, традиционное название Лабрум) — одиночная звезда в южном созвездии Чаши. Обладает видимой звёздной величиной 3,56, является наиболее яркой звездой созвездия. Годичный звёздный параллакс равен 20,0507 мсд, что соответствует расстоянию 163 ± 4 световых года от Солнца.
Звезда находится на поздней стадии эволюции, является оранжевым гигантом спектрального класса K0 III. Дельта Чаши принадлежит красному сгущению, в её ядре происходит выработка энергии за счёт термоядерных реакций горения гелия. Звезда обладает массой 1,56 массы Солнца, вследствие протяжённости внешних слоёв радиус фотосферы равен 22,44 ± 0,28 радиусам Солнца.
Металличность звезды, то есть относительное содержание элементов тяжелее водорода и гелия, составляет 33% от аналогичной величины для Солнца. Возраст звезды оценивается в 2,89 миллиарда лет, вращение мало и не поддаётся измерению, проекция скорости вращения на луч зрения составляет 0,0 км/с. Дельта Чаши обладает светимостью 171,4 ± 9,0 светимостей Солнца, эффективная температура внешних слоёв атмосферы составляет 4510 ± 15 K.